# Inenek Inti
Inenek Inti est l'une des grandes épouses royales de Pépi Ier. 

## Généalogie
Reine oubliée de l'historiographie classique de la VIe dynastie, son existence a été révélée lors des fouilles de la Mission archéologique française de Saqqâra qui a mis au jour tout autour du complexe funéraire de Pépi Ier un ensemble de pyramides de reines inconnues ou perdues jusque-là.
Inenek Inti portait différents titres qui font dire désormais aux égyptologues qu'elle a sans doute été l'épouse principale de Pépi Ier, tout au moins pour la première partie de son règne. Parmi ses titres elle portait notamment celui de « vizir », titre inédit pour une reine qui accentue cette impression.

## Sépulture
Sa tombe a été retrouvée dans un petit complexe pyramidal complet bâti au sud de celui de son époux à Saqqarah sud. Le caveau de cette pyramide contient encore son sarcophage.